# PIO
PIO (z ang. Programmed Input Output – programowane wejście/wyjście) – technika obsługi operacji wejścia/wyjścia między CPU a urządzeniami IDE/ATA polegająca na wykorzystaniu procesora jako układu je nadzorującego. Wymaga to dużego zaangażowania procesora w procesie transferu danych, dlatego ta technika jest używana coraz rzadziej, zwłaszcza gdy wymagane są duże prędkości transmisji.